# Borboropactus cinerascens
Borboropactus cinerascens är en spindelart som först beskrevs av Carl Ludwig Doleschall 1859.  Borboropactus cinerascens ingår i släktet Borboropactus och familjen krabbspindlar. Utöver nominatformen finns också underarten B. c. sumatrae.